# إلباين الجبل (إمزيلن)
إلباين الجبل هو دُوَّار يقع بجماعة بن الطيب، إقليم الدريوش، جهة الشرق في المملكة المغربية. ينتمي الدوّار لمشيخة إمزيلن التي تضم 15 دوار. يقدر عدد سكانه بـ 156 نسمة حسب الإحصاء الرسمي للسكان والسكنى لسنة 2004.

## روابط خارجية
- البوابة الوطنية للجماعات الترابية
- المندوبية السامية للتخطيط